# El juicio (película de 2023)
El juicio es una película documental argentina de 2023 escrita y dirigida por Ulises de la Orden. Trata sobre el material de archivo sobre el juicio a las juntas militares de la última dictadura en Argentina.
La película fue seleccionada para competir en el Festival Internacional de Cine de Berlín de 2023 en la sección Forum.

## Sinopsis
1985 - dos años después del fin de la dictadura militar en Argentina, los principales miembros de la junta son juzgados. Ulises de la Orden crea 18 sucintos capítulos editados a partir de 530 horas de metraje, dando testimonio del terror de Estado.

## Reparto
- Luis Moreno Ocampo a través de imágenes de archivo
- Jorge Rafael Videla a través de imágenes de archivo
- Carlos León Arslanián a través de imágenes de archivo

## Premios y nominaciones
| Año  | Premio/Festival de Cine | Fecha del evento               | Categoría | Nominado  | Resultado     | Ref.  |
| ---- | ----------------------- | ------------------------------ | --------- | --------- | ------------- | ----- |
| 2023 | Festival de Berlín      | 16 de febrero al 26 de febrero | Forum     | El juicio | Participación | [ 1 ] |